# لوکوموتیو بخار

قسمت‌های اصلی لوکوموتیو بخار.

لوکوموتیو بخار (به انگلیسی: Steam locomotive) یک نوع لوکوموتیو است که به وسیلهٔ موتور بخار کار می‌کند. این لوکوموتیوها در اوایل قرن نوزدهم تا اواسط قرن بیستم برای اولین بار در بریتانیا مورد استفاده قرار می‌گرفتند.
ریچارد ترویتیک انگلیسی در سال ۱۸۰۴ میلادی نخستین لوکوموتیو بخار را ساخت.

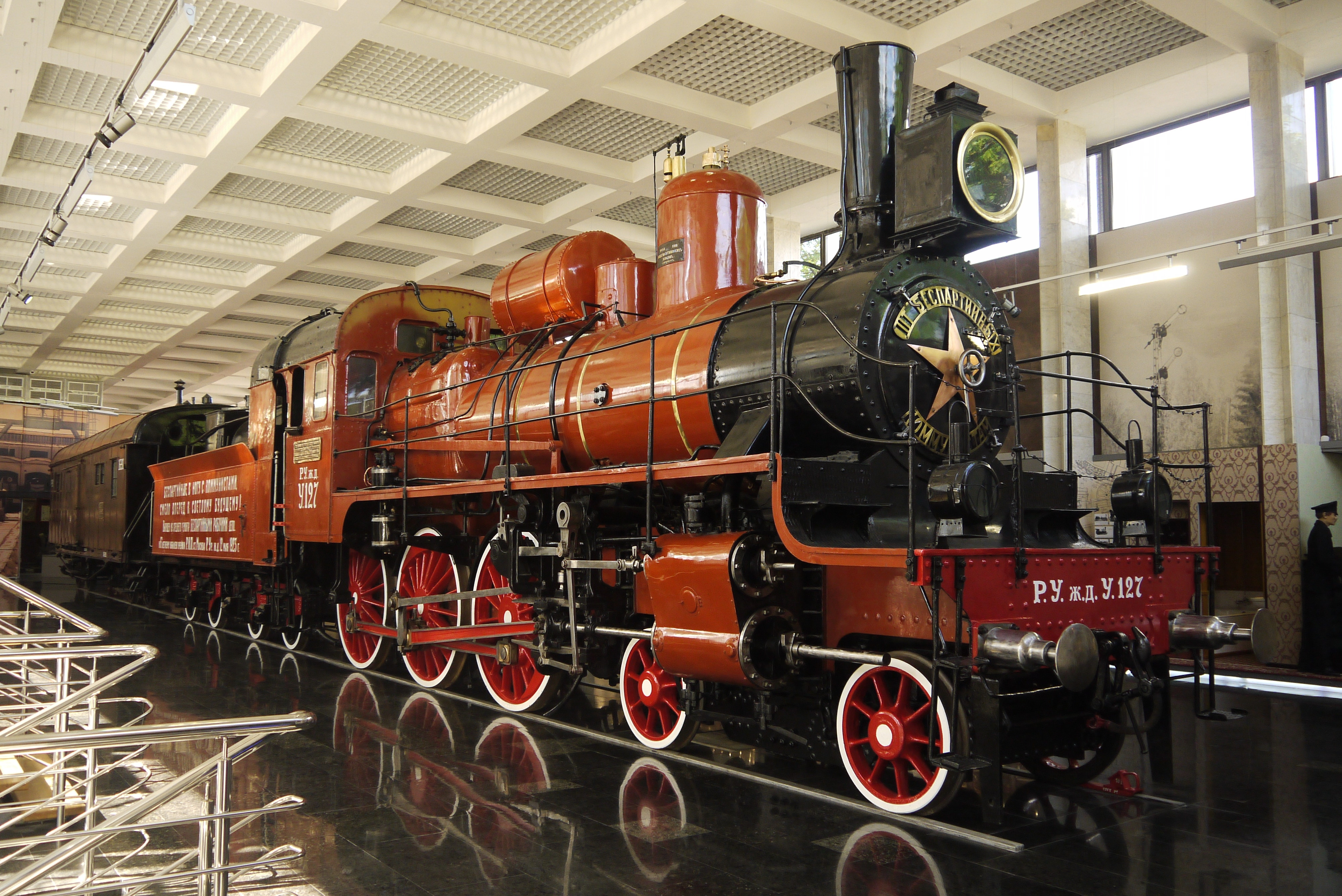
لوکوموتیو یو-۱۲۷ روسی یک لوکوموتیو بخار ۴-۶-۰ از نوع لوکوموتیو روسی کلاس یو است که در موزه راه‌آهن مسکو در کنار پایانه راه‌آهن پاولتسکی در مسکو نگهداری می‌شود. این لوکوموتیو اولین لوکوموتیو بخار روسی بود که حفظ و نگهداری شد.

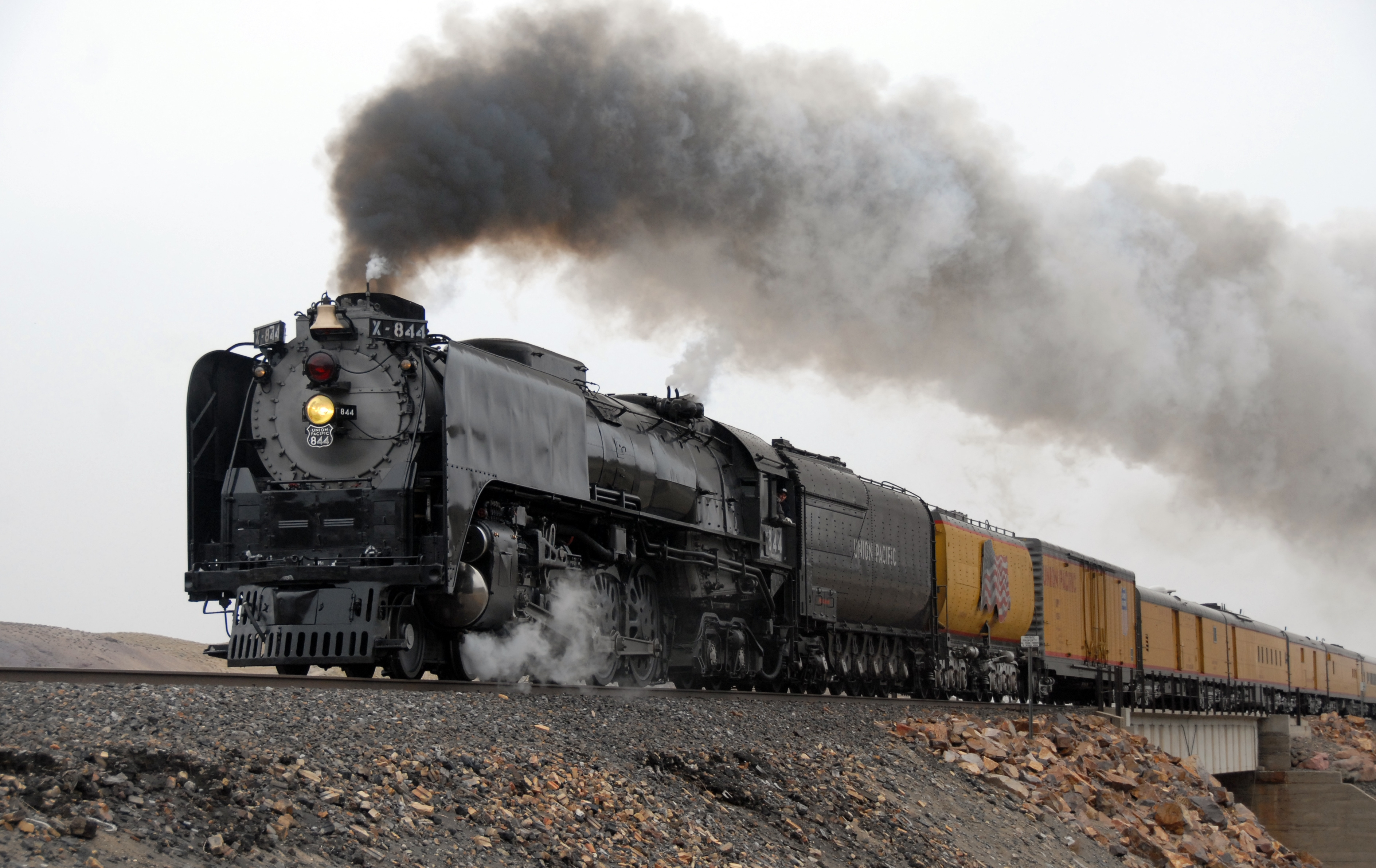
یونیون پاسفیک ۸۴۴ یک لوکوموتیو بخار کلاس "FEF-3" 4-8-4 "شمالی" است که متعلق به راه‌آهن یونیون پاسیفیک است. شماره ۸۴۴ که در دسامبر ۱۹۴۴ توسط شرکت امریکن لوکوموتیو در اسکنکتدی، نیویورک ساخته شد، یکی از چهار لوکوموتیو باقی مانده از سری FEF و تنها لوکوموتیو در حال کار است.